# معامل الانزلاق
يعرف معامل الانزلاق (بالإنجليزية: Slip factor)‏ أنه مقياس لانزلاق المائع علي ريش الضاغط أو التربينة في الآلات التوربينية، ذات الطرد المركزي (بالإنجليزية: Centrifugal)‏ في الغالب.

كما يعرف انزلاق المائع أنه انحراف زاوية خروج المائع من الريشة عن زاوية ميل الريشة نفسها (بالإنجليزية: blade angle)‏ و تكون صغيرة جدا في حالة الآلات التوربينية ذات السريان المحوري (بالإنجليزية: Axial Flow turbomachines)‏ حيث يدخل و يخرج المائع في نفس الاتجاه، بينما تتضح و تزيد في الآلات التوربينية ذات السريان القطري(بالإنجليزية: Radial Flow turbomachines)‏.
يعتبر انزلاق المائع ظاهرة مهمة و مؤثرة في الألات التوربينية ذات السريان القطري حيث يؤثر على قيمة الشغل المستخرج من المائع أو المبذول عليه، إضافة إلى تأثيره في ارتفاع الضغط وفي مثلثات السرعة عند مخرج الريش.
لتوضيح انزلاق المائع، نفرض أن عدد 'z' من الريش تدور بسرعة زاوية ω.

تستقبل مقدمة سطح الريشة المائع بضغط مرتفع و سرعة منخفضة فيعمل على دورانها في اتجاه عقارب الساعة حيث تتحول طاقة سريان المائع إلى طاقة حركة للريشة، ثم يترك سطح الريشة عند حافة النهاية لها بضغط منخفض و سرعة مرتفعة.

نتيجة فرق ضغط المائع و سرعته عند حافة البداية و النهاية للريشة يدور المائع حول الريشة في اتجاه السرعة الزاوية لها ω مما يمنع حدوث دوامات هواء بسرعة مساوية لسرعة الريشة تتسبب دوامات الهواء في حدوث انفصال للمائع عن سطح الريشة و فقدان في الضغط إضافة إلي منع حدوث توزيع غير متساوٍ لسرعة المائع عند أي نصف قطر يتم تحديده في الآلة التوربينية.

تقلل هذه الظاهرة السرعة الدوامية(بالإنجليزية: Swirl velocity)‏ للمائع عند خروجه من الريشة، حيث تعتبر مقياس للقدرة الناتجة من التربينة أو القدرة المستهلكة بواسطة الضاغط.

و يحدث فقد في معامل انزلاق المائع، حيث يزداد انزلاق المائع على الريشة بزيادة معدل التدفق، و قد يصل إلى حد الانفصال عن السطح الريشة، الأمر الذي يراعى جيدا في التصاميم .

## العوامل المؤثرة علي معامل الانزلاق
- الدوامة النسبية.
- الدوامة أو التيار العكسي.
- تصميم و شكل الريش.

1. متوسط الحمل المؤثر علي الريشة.
2. سٌمك الريشة.
3. عدد الريش.

- خصائص المائع عند الدخول.
- لزوجة المائع.
- تأثير تكون الطبقة الحدية.
- انفصال المائع عن سطح الريشة.
- قوة الاحتكاك بين طبقات المائع.
- عمل الطبقة الحدية كحاجز لمرور السريان.

## الصيغ الرياضية لمعامل الانزلاق

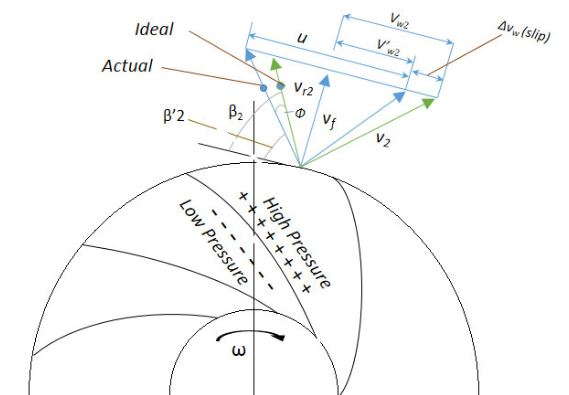
مثلثات السرعة الفعلية و المثالية عند مخرج الريش
حيث:
V_{f}:السرعة المطلقة الفعلية للمائع عند الخروج
V2: السرعة المطلقة للمائع عند الخروج
U:سرعة الريش
β:زاوية الريشة
Φ:زاوية انحراف مركبة السرعة الفعلية عن المثالية

رياضيا يعرف معامل الانزلاق بأنه النسبة بين القيمة الفعلية للسرعة الدوامية إلى القيمة المثالية لها عند مخرج الريش، ويرمز له بالرمز 'σ'.

تُحسب القيمة المثالية للسرعة الدوامية عن طريق النهج التحليلي أي الإثباتات الرياضية، بينما تُحسب القيمة الفعلية عن طريق التجارب و الملاحظات.

يمكن التعبير عن معامل الانزلاق رياضيا بالمعادلة التالية:

{\displaystyle \sigma ={\frac {V'_{w2}}{V_{w2}}}}
حيث:
- V'w2: السرعة الدوامية الفعلية عند الخروج.
- Vw2: السرعة الدوامية المثالية هند الخروج.

و تتراوح قيمة السرعة الدوامية من 0 إلى 1 و قيمتها المتوسطة تكون من 0.9:0.8.

يعرف الفرق بين القيمة المثالية والفعلية للسرعة الدوامية بسرعة الانزلاق، و يعبر عنها رياضيا بالمعادلة التالية:
(VS = Vw2 - V'w2 = Vw2(1-σ

حيث:
- Vs: سرعة الانزلاق.

## الصيغ المختلفة لمعامل الانزلاق
1.معادلة ستودولا (بالإنجليزية: Stodola's Equation)‏: طبقا لاستودولا فإن الدوامة النسبية للمائع هي ما تتواجد في مسار الخروج من الريشة.

لسريان معين تزداد قيمة معامل الانزلاق بزيادة عدد الريش و يكون هناك مفاقيد تُحسب من العلاقة التالية:

{\displaystyle \sigma =1-{\frac {\pi }{z}}{\frac {\sin \beta _{2}}{(1-\phi _{2}\cot \beta _{2})}}}
حيث:
- Z: عدد الريش.
- β2 = 90° في حالة أن تكون نهاية الريشة في اتجاه نصف القطر للألة (بالإنجليزية: Radial Tip)‏ و تصبح العلاقة المعبرة عن معامل الانزلاق هنا بالشكل التالي:

{\displaystyle \sigma =1-{\frac {\pi }{z}}}
نظريا يمكن الحصول علي توجيه مثالي للمائع بحيث يخرج بزاوية الريشة بالضبط دون أي انحراف عن طريق زيادة عدد الريش مع خفض سمكها لتقليل الاحتكاك مع المائع.

لكن فعليا فزيادة عدد الريش يؤدي إلى زيادة الطبقة الحدية و بالتالي زيادة مساحة حجز سريان المائع.
2.معادلة إستانيتز (بالإنجليزية: Stanitz's Equation)‏: و جد ستاتنتيز أن معامل الانزلاق لا يعتمد علي زاوية الريشة عند حافة الخروج - عكس ستودولا - وعبر عن معامل الانزلاق بالمعادلة التالية:

{\displaystyle \sigma =1-{\frac {1.98}{z(1-\phi _{2}\cot \beta _{2})}}}
حيث:
- Z: عدد الريش.
- β2: زاوية الريشة عند الخروج و تتراوح من 45°:90°.
- β2 = 90° في حالة أن تكون نهاية الريشة في اتجاه نصف القطر للآلة (بالإنجليزية: Radial Tip)‏ وتصبح العلاقة المعبرة عن معامل الانزلاق هنا بالشكل التالي:

{\displaystyle \sigma =1-{\frac {1.98}{z}}}
3. معادلة بالج (بالإنجليزية: Balje's formula)‏: معادلة تقريبية للريش ذات النهايات القطرية حيث (β2=900) و تعبر عنها العلاقة التالية:

{\displaystyle \sigma =[1+{\frac {6.2}{z.n^{2/3}}}]^{-1}}
حيث:
- Z: عدد الريش.
- n: النسبة بين قطر المروحة الدافعة للمائع (بالإنجليزية: Impeller)‏ عند طرف نهاية الريش (قطر فتحة دخول المائع أو ما يسمي بالعين).

توضح العلاقات السابقة أن معامل الانزلاق يعتمد على شكل ريش المروحة الدافعة للمائع، و مع ذلك فإن دراسات مؤخرة أثبتت أنه يعتمد على عدة عوامل أخرى من بينها معدل تدفق المائع و لزوجته.

و قد وجد أن الانخفاض في زاوية الريشة عند الخروج تزيد من معامل الانزلاق و معدل تدفق المائع.